# دايسوكي إيكيدا
دايسوكي إيكيدا (باليابانية: 池田大輔؛ بالكانا: いけだ だいすけ) هو مصارع محترف ياباني، ولد في 13 فبراير 1968 في Ushibuka, Kumamoto ‏ في اليابان.

## روابط خارجية
- دايسوكي إيكيدا على موقع CageMatch worker (الإنجليزية)
- دايسوكي إيكيدا على موقع قاعدة بيانات المصارعة على الإنترنت (الإنجليزية)